# Todendorf
Todendorf (niederdeutsch Todendörp) ist eine Gemeinde im Kreis Stormarn in Schleswig-Holstein.

## Geografie

### Lage
Todendorf liegt fünf Kilometer nordöstlich der Stadt Ahrensburg im Naturraum Ostholsteinisches Hügel- und Seenland (SO), dem südlichen Teil des Schleswig-Holsteinischen Hügellandes. Der Gölmbach, ein abweichend benannter quellnäher gelegener Abschnitt der Ammersbek, fließt im Süden des Gemeindegebietes.

### Ortsteile
Zur Gemeinde gehören die Ortsteile Altenfelde, Fliegenberg, Gölm, Kalkkuhle, Mannhagen, Niekoppel, Ochsenkoppel und Rönnbaum.

### Nachbargemeinden
Die Gemeinde wird geografisch ringsum eingefasst von den Gebieten der Gemeinden:
| Hammoor                  | Lasbek                                      |           |
| Ahrensburg, Großhansdorf | Kompassrose, die auf Nachbargemeinden zeigt | Steinburg |
|                          | Hoisdorf, Lütjensee                         |           |

### Landschaft
Teile der Staatsforste Reinfeld und Trittau, sowie die Wälder Buchenwald und Ochsenkoppel liegen im Gemeindegebiet von Todendorf, ebenso das Gölmer Moor.

## Geschichte
Im Jahre 1259 wurde die Gemeinde erstmals erwähnt. Der Name leitet sich wohl von dem Eigennamen Todo ab.
Damals hieß das Dorf noch Todendorp, später Todendorpe. Im Jahre 1263 verkaufte der Ritter Gherbert das Dorf für 150 Mark mit allen Rechten an das hamburgische Domkapitel. Im Jahre 1294 gab das Domkapitel dem Ritter Otto v. Wackerbart Todendorf für 500 Mark zu Lehen. Im Jahre 1300 verkaufte das Domkapitel für 14 Mark ein Stück an den Ritter Johann v. Homore (heutiges Hammoor). Vor 1766 war Todendorf ein Dominalgut.

## Politik

### Gemeindevertretung
Bei der Kommunalwahl 2023 errang die Allgemeine Freie Wählergemeinschaft Todendorf (AFWT) erneut alle elf Sitze in der Gemeindevertretung. Die Wahlbeteiligung betrug 52,8 Prozent.

### Bürgermeister
Bürgermeister ist Dennis Marten (AFWT).

### Wappen
Blasonierung: „In Rot ein silberner Schragen, bewinkelt oben von einem silbernen Stundenglas, unten von einem kampfbereiten silbernen Schwan mit einer goldenen Krone um den Hals.“

## Kultur und Sehenswürdigkeiten

### Jugendarbeit
Unterstützt durch die Eltern, den Pastor und den Bürgermeister gründeten etwa 15 Jugendliche im Jahr 1974 einen Jugendclub. Die Jugendlichen, die 13 bis 16 Jahre alt waren, trafen sich alle zwei Wochen, um Karten zu spielen, Sport zu machen oder zu tanzen. Diese Jugendarbeit gibt es allerdings schon seit längerer Zeit nicht mehr, weil sich niemand dafür zur Verfügung stellt.

### Ehemalige Kirche
Nachdem die Todendorfer viele Jahre ihre Gottesdienste in der örtlichen Schule abgehalten hatten oder für diesen Zweck die Kirche im nahe gelegenen Eichede, einem heutigen Ortsteil der Gemeinde Steinburg besuchten, erhielt die Gemeinde Todendorf im Jahr 1967 eine eigene Kirche, einen fünfeckigen Bau, dessen Dachkanten bis zum Boden reichten. Da auf dem Baugrund in früheren Zeiten ein Teich gelegen hatte, wurde aufgrund des besonders weichen Bodens die Kirche in einer modernen Pfahlbauweise errichtet. Hierfür wurden 17 Stützpfeiler aus Stahlbeton verwendet, die bis zu acht Meter in den Untergrund reichten. Schon in den 1980er Jahren wurden aufwändige Sanierungen an den Pfeilern nötig, da der enthaltene Stahl korrodierte. Da für die Zukunft mit weiteren hohen Sanierungskosten gerechnet wurde, entschloss sich die zuständige Kirchengemeinde Eichede im Oktober 2016, das Kirchengebäude aufzugeben. Am 18. Januar 2018 fand in der Kirche der letzte Gottesdienst mit der von Bischöfin Kirsten Fehrs vollzogenen kirchlichen Entwidmung statt. Die Gemeinde Todendorf, als neue Eigentümerin des Grundstückes, will die Kirche im Sommer 2018 abreißen lassen und an dieser Stelle ein Feuerwehrhaus errichten.

### Sport

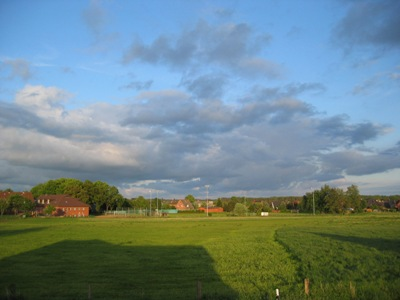
Sportplatz und Mehrzweckhaus

Der VfR Todendorf wurde 1931 als „Fußballclub Rasensport“ gegründet und später in „Verein für Rasensport“ umbenannt. Er geht zurück auf den „Todendorfer Turnverein“ von 1914, dessen Turngeräte nach dem Ersten Weltkrieg verkauft wurden, weil Turnen aus der Mode kam und die Jugend lieber Fußball spielte.
Der Verein hat gut 350 Mitglieder und bietet Sport in den vier Sparten Fußball, Gymnastik, Tennis und Fitness an.

## Verkehr
Durch die  Gemarkung Todesfelde führen die Trassen der Bundesautobahn 1 und Bundesstraße 404.